# Gamma-glutamyltransferase
Gamma-glutamyltransferase, ook wel bekend als gamma-glutamyltranspeptidase en afgekort tot GGT of γGT, is een enzym dat een aminozuur overdraagt van een peptide naar een ander peptide of aminozuur.
GGT bevindt zich in het cytoplasma en op de celmembraan van alle cellen behalve spiercellen. Het GGT dat zich in het serum bevindt is met name afkomstig van het hepato-biliaire systeem, dus met name de galwegen, zowel die in de lever (intrahepatisch) als die tussen de lever en de twaalfvingerige darm (extrahepatisch). GGT is in verhoogde concentraties (>55 U/L in volwassen mannen en >38 U/L in volwassen vrouwen) in het bloed aantoonbaar bij prikkeling van de intrahepatische galwegen of bij obstructie van de intra- of extrahepatische galwegen, zoals bij geelzucht. De toepassingen van de GGT-bepaling liggen voornamelijk bij diagnostiek en follow-up van leverziekten, met name voor het onderscheid tussen galwegpathologie en leverparenchymaandoeningen. Bij galwegpathologie is GGT sneller verhoogd dan alkalische fosfatase. Bij hepatitis is GGT slechts licht verhoogd en minder bruikbaar dan ASAT en ALAT. Geïsoleerde verhogingen van GGT worden gezien bij medicatie en alcoholgebruik.